# Слава (співачка)
Анастасія Володимирівна Сланевська, Слава (нар. 15 травня 1980, Москва, СРСР) — російська співачка, актриса.
Внесена до бази даних Центру «Миротворець» за свідоме порушення Державного кордону України з метою проникнення до захопленого російськими окупантами Криму. Рішенням Кабінету міністрів України від 26.05.2021 до неї застосовані санкції у вигляді заборони в'їзду до України терміном на 3 роки.

## Дискографія
- 2004 — Попутчица
- 2006 — Классный
- 2007 — The best
- 2013 — Одиночество
- 2015 — Откровенно

## Санкції
Займалася пропагандою путінського режиму та підтримка війни проти України.
19 жовтня 2022 року була додана до санкційного списку України.